# Boško Buha
Boško Buha [bóško búha], srbski partizan in narodni heroj Jugoslavije, * 1926, vas Gradina pri Virovitici, Kraljevina Jugoslavija (danes Hrvaška), † 28. november 1943, Jabuka pri Prijepolju, Srbija.
Kot mlad borec NOV in POJ je postal ena največjih ikon 2. svetovne vojne v Jugoslaviji.

## Življenje
Rodil se je v srbski družini. Kot otrok revnih kmetov, ki so po 1. svetovni vojni naselili Podravino, je po osnovni šoli ostal doma na vasi. Po napadu sil osi na Kraljevino Jugoslavijo in po ustanovitvi NDH je njegova družina postala tarča ustašev. Po begu družine v Srbijo je Buha prvič prišel do ozemlja pod nadzorom partizanov. Ker je bil premlad, star le 15 let, so ga ti sprva zavrnili. V partizanske vrste mu je uspelo priti šele po nekaj poizkusih. Tako se je leta 1942 pridružil 2. proletarski udarni brigadi NOV in POJ, in sicer v njen 4. bataljon. 
Pri obrambi Užica in nato v boju s četniki na Trešnjici in Karanu je pokazal veliko junaštvo. Usposobil se je za prikrit pristop do sovražnikovih bunkerjev in njihovo uničevanje z ročnimi granatami. Njegove sposobnosti in junaštvo so postale legendarne,  njegovo enoto z več mladimi in otroki pa so poimenovali »Partizansko topništvo«. Izkazal se je v nizu bojev na Čajniču, Kozari, Tarčinu, Kupresu, Jajcu, Livnu in na drugih krajih. Proti koncu leta 1942 ga je prvič javno pohvalil Josip Broz-Tito. Tudi v kasnejših bojih na Kupresu in v 5. sovražni ofenzivi je pokazal veliko junaštvo, zaradi česar ga je znova dvakrat pohvalil vrhovni poveljnik.
Umrl je v bližini vasi Jabuka pri Prijepolju, ko je kamijon, na katerem se je peljal, padel v zasedo srbskih četnikov. 
Za narodnega heroja Jugoslavije je bil proglašen 20. decembra 1952.
Po njem so imenovali gledališče v Beogradu. Leta 1979 je Branko Bauer posnel film o njegovem življenju Boško Buha.